# Чандлер (Індіана)
Чандлер (англ. Chandler) — місто (англ. town) в США, в окрузі Воррік штату Індіана. Населення — 3693 особи (2020).

## Географія
Чандлер розташований за координатами 38°2′19″ пн. ш. 87°22′28″ зх. д. / 38.03861° пн. ш. 87.37444° зх. д. (38.038662, -87.374413).  За даними Бюро перепису населення США в 2010 році місто мало площу 5,27 км², уся площа — суходіл. В 2017 році площа становила 7,03 км², уся площа — суходіл.

## Демографія
Згідно з переписом 2010 року, у місті мешкало 2887 осіб у 1101 домогосподарстві у складі 791 родини. Густота населення становила 548 осіб/км².  Було 1285 помешкань (244/км²).
Расовий склад населення:
| - 97,9 % — білих - 0,3 % — чорних або афроамериканців - 0,1 % — корінних американців - 0,1 % — азіатів |

До двох чи більше рас належало 1,1 %. Частка іспаномовних становила 1,3 % від усіх жителів.
За віковим діапазоном населення розподілялося таким чином: 27,2 % — особи молодші 18 років, 61,2 % — особи у віці 18—64 років, 11,6 % — особи у віці 65 років та старші. Медіана віку мешканця становила 36,0 року. На 100 осіб жіночої статі у місті припадало 95,2 чоловіків;  на 100 жінок у віці від 18 років та старших — 91,6 чоловіків також старших 18 років.
Середній дохід на одне домашнє господарство  становив 54 560 доларів США (медіана — 47 889), а середній дохід на одну сім'ю — 57 833 долари (медіана — 48 911). Медіана доходів становила 46 220 доларів для чоловіків та 27 989 доларів для жінок. За межею бідності перебувало 22,1 % осіб, у тому числі 39,7 % дітей у віці до 18 років та 5,0 % осіб у віці 65 років та старших.
Цивільне працевлаштоване населення становило 1606 осіб. Основні галузі зайнятості: освіта, охорона здоров'я та соціальна допомога — 23,5 %, виробництво — 17,9 %, роздрібна торгівля — 17,7 %.